# Sopwith L.R.T.Tr.
Il Sopwith L.R.T.Tr. fu un caccia di scorta triposto triplano realizzato dell'azienda britannica Sopwith Aviation Company negli anni dieci del XX secolo e rimasto allo stadio di prototipo.

## Storia del progetto
All'inizio del 1916, il British War Office redasse una specifica per un caccia di scorta multiposto da alimentare con uno dei nuovi motori Rolls-Royce Eagle, destinato a proteggere le formazioni di bombardieri dai caccia tedeschi, con un ruolo aggiuntivo di distruzione dei dirigibili nemici. Sebbene la specifica non richiedesse un'elevata velocità massima, era essenziale che l'aereo disponesse di un buon campo di tiro per le sue armi armi, mentre per il ruolo secondario anti-dirigibile richiedeva una autonomia di volo  di almeno sette ore.
Furono effettuati ordini per la produzione dei prototipi dello Armstrong Whitworth F.K.6, del Sopwith L.R.T.Tr. e del Vickers F.B.11. Tutti e tre i progetti erano guidati dalla necessità di fornire ampi campi di tiro in assenza di un efficace meccanismo di sincronizzazione che avrebbe consentito l'utilizzo sicuro delle armi attraverso il disco dell'elica.

## Descrizione tecnica
La proposta della Sopwith fu ricavata modificando un progetto già esistente relativo ad un triplano biposto dotato di una gondola  per un mitragliere aggiunta all'ala superiore. Il Sopwith L.R.T.Tr. (Long Range Tractor Triplane) aveva ali di uguale apertura collegate tra loro da tre coppie di montanti a tre campate e corda stretta. L'ala superiore era collegata alla fusoliera da due coppie di montanti, ed al centro di essa era posizionata una gondola finemente  aerodinamica che ospitava il mitragliere superiore  armato con una mitragliatrice Lewis cal. 7,7 mm. Gli alettoni erano montati su tutte le ali, con aerofreni montati sull'ala inferiore. La fusoliera ospitava il pilota, seduto in linea con il bordo d'uscita dell'ala centrale, e un secondo mitragliere armato con una mitragliatrice Lewis per proteggere la coda dell'aereo. Il carrello di atterraggio era quadriciclo anteriore fisso, con le ruote di bilanciamento montate ben davanti alle ruote principali dell'aereo per evitare che il velivolo si ribaltasse, dato che se ciò si fosse verificato il mitragliere sito nella gondola superiore sarebbe stato estremamente vulnerabile. Vi era anche un pattino di coda per consentire al velivolo di rimanere a terra con la coda abbassata, mentre per la protezione laterale sotto ogni semiala inferiore era posizionato un pattino inclinato all'indietro.
Il propulsore era un motore in linea Rolls-Royce Eagle a 12 cilindri a V, raffreddati a liquido, erogante la potenza di 250 hp (190 kW) ed azionante un'elica bipala.

## Impiego operativo
Il prototipo, che fu soprannominato "Egg-Box", volò verso la fine del 1916. Non fu ulteriormente sviluppato dato che erano oramai disponibili caccia più piccoli, come il  Sopwith 1½ Strutter, dotati di sistema di sincronizzazione. Tutti i caccia di scorta a tre posti proposti vennero abbandonati.